# Заречье (Усть-Кубинский район)
Заречье — упразднённая деревня в Усть-Кубинском районе Вологодской области.
Входила в состав Богородского сельского поселения, с точки зрения административно-территориального деления — в Богородский сельсовет.
Расстояние по автодороге до районного центра Устья — 63 км, до центра муниципального образования Богородского — 12,5 км. Ближайшие населённые пункты — Малаховская, Вичаги, Конь-Гора, Подол.
По данным переписи в 2002 году постоянного населения не было.
Упраздняется 27.11.2020.